# لاژیدو (پرنامبوکو)
لاژیدو (به پرتغالی: Lajedo) یک منطقهٔ مسکونی در برزیل است که در پرنامبوکو واقع شده‌است. لاژیدو ۱۸۹٫۱۰ کیلومتر مربع مساحت و ۴۰٬۵۸۹ نفر جمعیت دارد.